# Unlucky Bill
Unlucky Bill è un cortometraggio muto del 1910 diretto da Lewin Fitzhamon.

## Trama
Un ladro inseguito nasconde la refurtiva, una collana, nel cappello di un mendicante, falso cieco.

## Produzione
Il film fu prodotto dalla Hepworth.

## Distribuzione
Distribuito dalla Hepworth, il film - un cortometraggio di 91,02 metri - uscì nelle sale cinematografiche britanniche nel febbraio 1910.
Si conoscono pochi dati del film che, prodotto dalla Hepworth, fu distrutto nel 1924 dallo stesso produttore, Cecil M. Hepworth. Fallito, in gravissime difficoltà finanziarie, il produttore pensò in questo modo di poter almeno recuperare il nitrato d'argento della pellicola.